# فرانك وينتيرز
فرانك وينتيرز (بالإنجليزية: Frank Winters)‏ هو لاعب هوكي الجليد أمريكي، ولد في 29 يناير 1884، وتوفي في 17 نوفمبر 1944.